# Niżniewartowsk
Niżniewartowsk (ros. Нижневартовск) – miasto, port nad Obem położone w azjatyckiej części Rosji, w obwodzie tiumeńskim, w Chatny-Mansyjskim Okręgu Autonomicznym – Jugrze. Niżniewartowsk stanowi ośrodek administracyjny Rejonu Niżniewartowskiego, sam jednak w skład tego rejonu nie wchodzi, stanowiąc miasto wydzielone Chanty-Mansyjskiego OA – Jugry.
Miasto leży nad Obem i jest ważnym portem rzecznym.
Populacja Niżniewartowska liczy 277,6 tys. mieszkańców (2020 r.).

## Historia
Miasto zostało założone w 1909 r. na prawym brzegu Obu, jako Niżniewartowskaja (w domyśle: przystań). Rozwój miasta nastąpił w latach 60. XX wieku, gdy w Chatny-Mansyjskim OA odkryto złoża ropy naftowej i gazu ziemnego. Miejscowość otrzymała prawa miejskie w 1972 r.

## Gospodarka
Podstawą gospodarki w mieście i jego okolicach stanowi ropa naftowa. Położony wokół miasta Rejon Niżniewartowski dostarcza 50% całego rosyjskiego wydobycia tego surowca. Inną ważną gałęzią przemysłu jest przetwórstwo drewna. Pozostałe gałęzie gospodarki nie odgrywają istotniejszej roli.

## Komunikacja
Na terenie miasta znajduje się lotnisko, jedno z dwóch największych w całym Chanty-Mansyjskim OA. Niżniewartowsk posiada połączenie kolejowe z innymi miastami w kraju. Miasto jest także ważnym portem rzecznym zachodniej Syberii.

## Sport
- Jugra Samotłor Niżniewartowsk – klub piłki siatkowej mężczyzn